# زيارة ريتشارد نيكسون إلى الصين
كان زيارة الرئيس الأمريكي ريتشارد نيكسون إلى جمهورية الصين الشعبية هي أول رئيس أمريكي يقوم بالزيارة إلى الصين ، بغرض فتح صفحة جديدة مع جمهورية الصين الشعبية ، بعد أن كانت العلاقة بين البلدين مقطوعة بسبب الحرب الكورية ، وقيام الحكومة الأمريكية بدعم عسكري مستمر لجمهورية الصين الوطنية (تايوان)، والدعم الصيني السوفيتي لجمهورية فيتنام الشمالية التابعة للشيوعية، مما أثار انتقادات مستمرة بين البلدين .
وقد قام ريتشارد نيكسون إلى الصين في شهر فبراير عام 1972م ، ولقاء الرئيس الأمريكي ريتشارد نيكسون بالرئيس الصيني ماو تسي تونغ ، بدأت الصفحة الجديدة للعلاقات الأمريكية الصينية بعد أنقطاع دام أكثر من عقدين من الزمن .

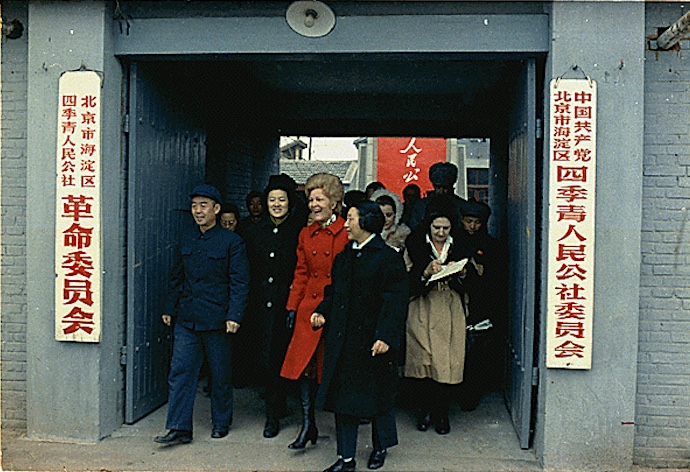
زوجة نيكسون خلال الزيارة إلى الصين

## وصلات خارجية
- Webcast: Nixon in China, مجلس العلاقات الخارجية
- Record of Historic Richard Nixon-Zhou Enlai Talks in February 1972 Now Declassified, جامعة جورج واشنطن